# Plerotes anchietae
Plerotes anchietae là một loài động vật có vú trong họ Dơi quạ, bộ Dơi. Loài này được Seabra mô tả năm 1900.

## Hình ảnh

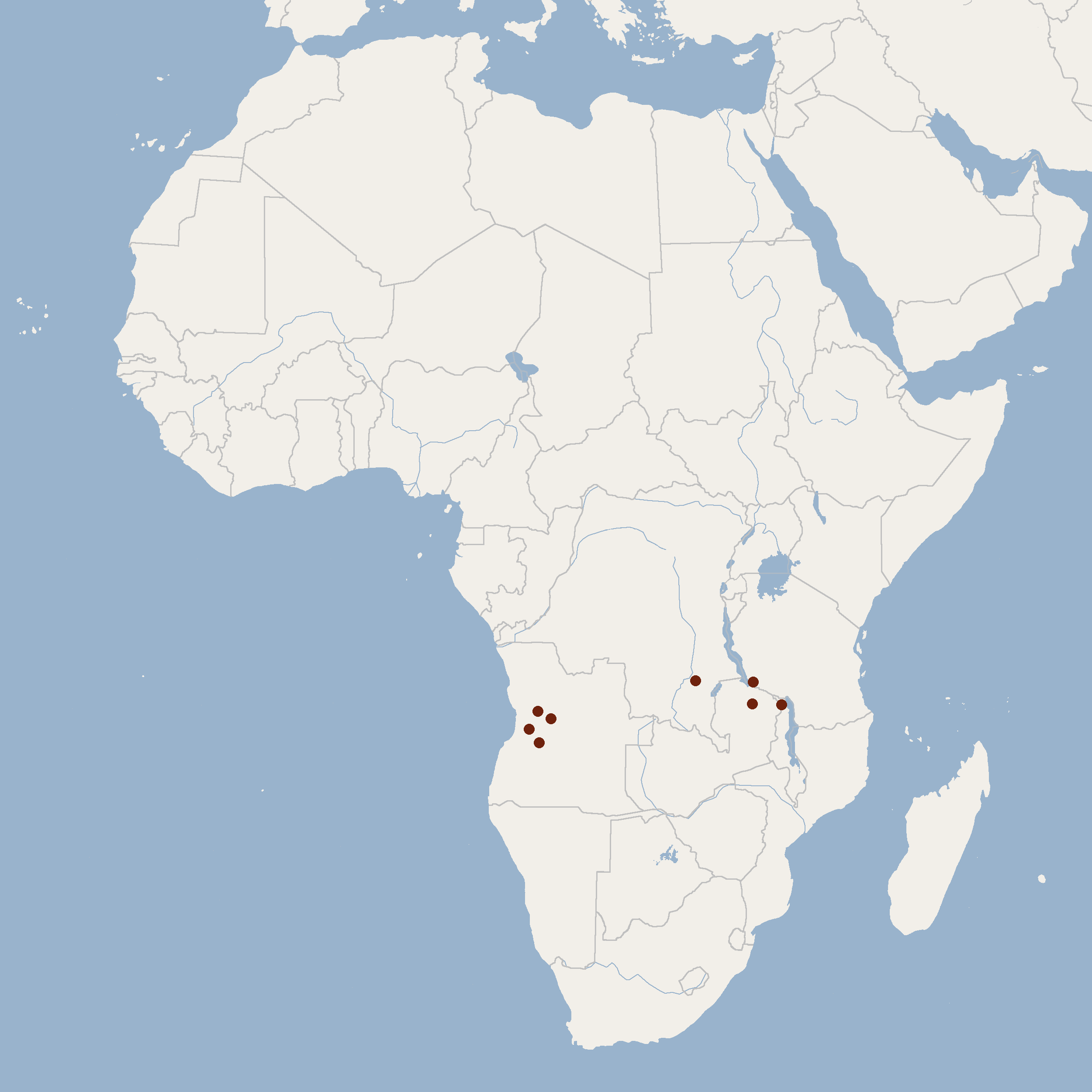